# Aeroportul Ouani
Aeroportul Ouani (IATA: AJN, ICAO: FMCV) este un aeroport din Anjouan, Comore ce deservește zona Ouani. A fost numit după zona deservită.
Situat la o altitudine de 19 m, aeroportul dispune de o singură pistă. Este operat de Comore.